# Lea Manders
Lea Regina Manders (Arnhem, 8 juli 1956) is een Nederlands astrologe en politica.
Manders was oprichter van de astrologische vakvereniging ASAS (Astrologische Associatie). Zij is vooral geïnteresseerd in de verbanden tussen astrologie enerzijds en Kabbalah en tarot anderzijds. Zij studeerde tussen 2002 en 2008 in deeltijd religiewetenschappen aan de Radboud Universiteit te Nijmegen.
Manders nam deel aan verschillende televisie-uitzendingen rond astrologie, onder andere Koffietijd en Horoscoop-TV dat werd uitgezonden door SBS6 en schrijft voor diverse bladen, zowel vakinhoudelijke artikelen als ook week- en maandhoroscopen. Zij heeft sinds 1986 een consultpraktijk en geeft diverse cursussen.
Tussen 11 maart 2008 en zomer 2012 was Manders voorzitter van de Partij voor Mens en Spirit (MenS). Deze partij beoogt 'politiek vanuit het hart' te bedrijven. De partij heeft bij de gemeenteraadsverkiezingen van 2010 en de vervroegde landelijke verkiezingen in dat jaar geen zetel behaald. Ook bij de Tweede Kamerverkiezingen van september 2012 werden geen zetels behaald.
Manders is fractievoorzitter van de lokale partij Arnhem Centraal in de gemeenteraad van Arnhem. Ook is ze actief bij waterschapspartij Lokale Regiobelangen Rivierenland die in combinatie met de Algemene Waterschapspartij als AWP-LRR deelneemt aan de waterschapsverkiezingen 2019 in het Waterschap Rivierenland.